# Złota Malina za najgorszą reżyserię
Złota Malina za najgorszą reżyserię – filmowa antynagroda przyznawana corocznie reżyserom najgorszych filmów mających premierę w roku poprzedzającym ceremonię jej wręczenia. Poniższa lista zawiera nazwiska nagrodzonych, nominowanych oraz filmów, za jakie otrzymali nominacje lub wyróżnienia.
W latach 1980–2024 Złotą Malinę przyjęło czterech spośród pięćdziesięciu dziewięciu nominowanych reżyserów: Paul Verhoveen w 1998 za Showgirls, będący też pierwszą osobą w historii, która odebrała statuetkę osobiście podczas ceremonii; Tom Green w 2002 za Luźnego gościa; Uwe Boll w 2009 za Szczury tunelowe, Dungeon Siege: W imię króla i Postal oraz Dinesh d’Souza w 2016 za Hillary’s America: The Secret History of the Democratic Party.

## Wyróżnieni w poszczególnych latach

### 1980–1989
| Za rok (gala)       | Reżyser                         | Za film |
| ------------------- | ------------------------------- | ------- |
| 1980 (1.)           |                                 |         |
| Robert Greenwald    | Xanadu                          |         |
| John G. Avildsen    | Wzór                            |         |
| Brian de Palma      | W przebraniu mordercy           |         |
| Richard Fleischer   | The Jazz Singer                 |         |
| William Friedkin    | Zadanie specjalne               |         |
| Stanley Kubrick     | Lśnienie                        |         |
| Michael Ritchie     | Wyspa                           |         |
| John Trent          | Szaleństwo wieku średniego      |         |
| Nancy Walker        | Can’t Stop the Music            |         |
| Gordon Willis       | Okna                            |         |
| 1981 (2.)           |                                 |         |
| Michael Cimino      | Wrota niebios                   |         |
| John Derek          | Tarzan, człowiek-małpa          |         |
| Blake Edwards       | S.O.B.                          |         |
| Frank Perry         | Najdroższa mamusia              |         |
| Franco Zeffirelli   | Niekończąca się miłość          |         |
| 1982 (3.)           |                                 |         |
| Ken Annakin         | Film o piratach                 |         |
| Terence Young       | Inchon                          |         |
| Matt Cimber         | Motylek                         |         |
| John Huston         | Annie                           |         |
| Hal Needham         | Megaforce                       |         |
| 1983 (4.)           |                                 |         |
| Peter Sasdy         | Kobieta samotna                 |         |
| Joe Alves           | Szczęki 3D                      |         |
| Brian de Palma      | Człowiek z blizną               |         |
| John Herzfeld       | W swoim rodzaju                 |         |
| Hal Needham         | Stroker Ace                     |         |
| 1984 (5.)           |                                 |         |
| John Derek          | Bolero                          |         |
| Bob Clark           | Kryształ górski                 |         |
| Brian de Palma      | Świadek mimo woli               |         |
| John Guillermin     | Sheena, królowa dżungli         |         |
| Hal Needham         | Wyścig armatniej kuli II        |         |
| 1985 (6.)           |                                 |         |
| Sylvester Stallone  | Rocky IV                        |         |
| Richard Brooks      | Gorączka hazardu                |         |
| Michael Cimino      | Rok smoka                       |         |
| George Pan Cosmatos | Rambo II                        |         |
| Hugh Hudson         | Rewolucja                       |         |
| 1986 (7.)           |                                 |         |
| Prince              | Zakazana miłość                 |         |
| Jim Goddard         | Niespodzianka z Szanghaju       |         |
| Willard Huyck       | Kaczor Howard                   |         |
| Stephen King        | Maksymalne przyspieszenie       |         |
| Michelle Manning    | Smutne miasto                   |         |
| 1987 (8.)           |                                 |         |
| Norman Mailer       | Twardziele nie tańczą           |         |
| Elaine May          | Ishtar                          |         |
| James Foley         | Kim jest ta dziewczyna?         |         |
| Joseph Sargent      | Szczęki 4: Zemsta               |         |
| Paul Weiland        | Leonard: Część 6                |         |
| 1988 (9.)           |                                 |         |
| Blake Edwards       | Zachód słońca                   |         |
| Stewart Raffill     | Mac i ja                        |         |
| Michael Dinner      | Koń mądrzejszy od jeźdźca       |         |
| Roger Donaldson     | Koktajl                         |         |
| Peter MacDonald     | Rambo III                       |         |
| 1989 (10.)          |                                 |         |
| William Shatner     | Star Trek V: Ostateczna granica |         |
| John G. Avildsen    | Karate Kid III                  |         |
| Jim Drake           | Wyścig armatniej kuli III       |         |
| Rowdy Herrington    | Wykidajło                       |         |
| Eddie Murphy        | Noce Harlemu                    |         |

### 1990–1999
| Za rok (gala)                     | Reżyser                                 | Za film |
| --------------------------------- | --------------------------------------- | ------- |
| 1990 (11.)                        |                                         |         |
| John Derek                        | Duchy tego nie robią                    |         |
| John G. Avildsen                  | Rocky V                                 |         |
| Brian de Palma                    | Fajerwerki próżności                    |         |
| Renny Harlin                      | Przygody Forda Fairlane’a               |         |
| Prince                            | Graffiti Bridge                         |         |
| 1991 (12.)                        |                                         |         |
| Michael Lehmann                   | Hudson Hawk                             |         |
| Dan Aykroyd                       | Same kłopoty                            |         |
| William Graham                    | Powrót do błękitnej laguny              |         |
| David Kellogg                     | Miłość w rytmie rap                     |         |
| John Landis                       | Oskar                                   |         |
| 1992 (13.)                        |                                         |         |
| David Seltzer                     | Światło w mroku                         |         |
| Danny DeVito                      | Hoffa                                   |         |
| John Glen                         | Kolumb odkrywca                         |         |
| Barry Levinson                    | Zabaweczki                              |         |
| Kenny Ortega                      | Gazeciarze                              |         |
| 1993 (14.)                        |                                         |         |
| Jennifer Lynch                    | Uwięziona Helena                        |         |
| Uli Edel                          | Sidła miłości                           |         |
| Adrian Lyne                       | Niemoralna propozycja                   |         |
| John McTiernan                    | Bohater ostatniej akcji                 |         |
| Phillip Noyce                     | Sliver                                  |         |
| 1994 (15.)                        |                                         |         |
| Steven Seagal                     | Na zabójczej ziemi                      |         |
| Lawrence Kasdan                   | Wyatt Earp                              |         |
| John Landis                       | Gliniarz z Beverly Hills III            |         |
| Rob Reiner                        | Małolat                                 |         |
| Richard Rush                      | Barwy nocy                              |         |
| 1995 (16.)                        |                                         |         |
| Paul Verhoeven                    | Showgirls                               |         |
| Renny Harlin                      | Wyspa piratów                           |         |
| Roland Joffé                      | Szkarłatna litera                       |         |
| Frank Marshall                    | Kongo                                   |         |
| Kevin Costner                     | Wodny świat                             |         |
| Kevin Reynolds                    | Wodny świat                             |         |
| 1996 (17.)                        |                                         |         |
| Andrew Bergman                    | Striptease                              |         |
| John Frankenheimer                | Wyspa doktora Moreau                    |         |
| Stephen Frears                    | Mary Reilly                             |         |
| John Landis                       | Świat według głupich                    |         |
| Brian Levant                      | Świąteczna gorączka                     |         |
| 1997 (18.)                        |                                         |         |
| Kevin Costner                     | Wysłannik przyszłości                   |         |
| Jan de Bont                       | Speed 2: Wyścig z czasem                |         |
| Luis Llosa                        | Anakonda                                |         |
| Joel Schumacher                   | Batman i Robin                          |         |
| Oliver Stone                      | Droga przez piekło                      |         |
| 1998 (19.)                        |                                         |         |
| Gus van Sant                      | Psychol                                 |         |
| Michael Bay                       | Armageddon                              |         |
| Jeremiah S. Chechik               | Rewolwer i melonik                      |         |
| Roland Emmerich                   | Godzilla                                |         |
| Arthur Hiller (jako Alan Smithee) | Spalić Hollywood                        |         |
| 1999 (20.)                        |                                         |         |
| Barry Sonnenfeld                  | Bardzo dziki zachód                     |         |
| Jan de Bont                       | Nawiedzony                              |         |
| Dennis Dugan                      | Supertata                               |         |
| Peter Hyams                       | I stanie się koniec                     |         |
| George Lucas                      | Gwiezdne wojny: Część I – Mroczne widmo |         |

### 2000–2009
| Za rok (gala)                    | Reżyser                                  | Za film |
| -------------------------------- | ---------------------------------------- | ------- |
| 2000 (21.)                       |                                          |         |
| Roger Christian                  | Bitwa o Ziemię                           |         |
| Joe Berlinger                    | Księga cieni: Blair Witch 2              |         |
| Steven Brill                     | Mały Nicky                               |         |
| Brian de Palma                   | Misja na Marsa                           |         |
| John Schlesinger                 | Układ prawie idealny                     |         |
| 2001 (22.)                       |                                          |         |
| Tom Green                        | Luźny gość                               |         |
| Michael Bay                      | Pearl Harbor                             |         |
| Peter Chelsom                    | Romanssidło                              |         |
| Warren Beatty                    | Romanssidło                              |         |
| Vondie Curtis-Hall               | Glitter                                  |         |
| Renny Harlin                     | Wyścig                                   |         |
| 2002 (23.)                       |                                          |         |
| Guy Ritchie                      | Rejs w nieznane                          |         |
| Roberto Benigni                  | Pinokio                                  |         |
| Tamra Davis                      | Crossroads: Dogonić marzenia             |         |
| George Lucas                     | Gwiezdne wojny: Część II – Atak klonów   |         |
| Ron Underwood                    | Pluto Nash                               |         |
| 2003 (24.)                       |                                          |         |
| Martin Brest                     | Gigli                                    |         |
| Robert Iscove                    | Justin i Kelly                           |         |
| Mort Nathan                      | Statek miłości                           |         |
| Lana i Lilly Wachowskie          | Matrix: Reaktywacja                      |         |
| Lana i Lilly Wachowskie          | Matrix: Rewolucje                        |         |
| Bo Welch                         | Kot                                      |         |
| 2004 (25.)                       |                                          |         |
| Pitof                            | Kobieta-Kot                              |         |
| Bob Clark                        | Superdzieciaki: Geniusze w pieluchach II |         |
| Renny Harlin i/lub Paul Schrader | Egzorcysta: Początek                     |         |
| Oliver Stone                     | Aleksander                               |         |
| Keenen Ivory Wayans              | Agenci bardzo specjalni                  |         |
| 2005 (26.)                       |                                          |         |
| John Asher                       | Dirty Love                               |         |
| Uwe Boll                         | Alone in the Dark: Wyspa cienia          |         |
| Jay Chandrasekhar                | Diukowie Hazzardu                        |         |
| Nora Ephron                      | Czarownica                               |         |
| Lawrence Guterman                | Dziedzic maski                           |         |
| 2006 (27.)                       |                                          |         |
| M. Night Shyamalan               | Kobieta w błękitnej wodzie               |         |
| Uwe Boll                         | BloodRayne                               |         |
| Michael Caton-Jones              | Nagi instynkt 2                          |         |
| Ron Howard                       | Kod da Vinci                             |         |
| Keenen Ivory Wayans              | Mały                                     |         |
| 2007 (28.)                       |                                          |         |
| Chris Sivertson                  | Wiem, kto mnie zabił                     |         |
| Dennis Dugan                     | Państwo młodzi Chuck i Larry             |         |
| Roland Joffé                     | Sadysta                                  |         |
| Brian Robbins                    | Norbit                                   |         |
| Fred Savage                      | Małolaty na obozie                       |         |
| 2008 (29.)                       |                                          |         |
| Uwe Boll                         | Dungeon Siege: W imię króla              |         |
| Uwe Boll                         | Postal                                   |         |
| Uwe Boll                         | Szczury tunelowe                         |         |
| Jason Friedberg i Aaron Seltzer  | Totalny kataklizm                        |         |
| Jason Friedberg i Aaron Seltzer  | Poznaj moich Spartan                     |         |
| Tom Putnam                       | Muza i meduza                            |         |
| Marco Schnabel                   | Guru miłości                             |         |
| M. Night Shyamalan               | Zdarzenie                                |         |
| 2009 (30.)                       |                                          |         |
| Michael Bay                      | Transformers: Zemsta upadłych            |         |
| Walt Becker                      | Stare wygi                               |         |
| Brad Silberling                  | Zaginiony ląd                            |         |
| Stephen Sommers                  | G.I. Joe: Czas Kobry                     |         |
| Phil Traill                      | Wszystko o Stevenie                      |         |

### 2010–2019
| Za rok (gala) | Reżyser                                                       | Za film |
| --- | ------------------------------------------------------------- | ------- |
| 2010 (31.) |                                                               |         |
| M. Night Shyamalan | Ostatni władca wiatru                                         |         |
| Jason Friedberg i Aaron Seltzer | Wampiry i świry                                               |         |
| Michael Patrick King | Seks w wielkim mieście 2                                      |         |
| David Slade | Saga „Zmierzch”: Zaćmienie                                    |         |
| Sylvester Stallone | Niezniszczalni                                                |         |
| 2011 (32.) |                                                               |         |
| Dennis Dugan | Jack i Jill                                                   |         |
| Dennis Dugan | Żona na niby                                                  |         |
| Michael Bay | Transformers 3                                                |         |
| Tom Brady | Bucky Larson: Urodzony gwiazdor                               |         |
| Bill Condon | Saga „Zmierzch”: Przed świtem – część 1                       |         |
| Garry Marshall | Sylwester w Nowym Jorku                                       |         |
| 2012 (33.) |                                                               |         |
| Bill Condon | Saga „Zmierzch”: Przed świtem – część 2                       |         |
| Sean Anders | Spadaj, tato                                                  |         |
| Peter Berg | Battleship: Bitwa o Ziemię                                    |         |
| Tyler Perry | Dobre uczynki                                                 |         |
| Tyler Perry | Ciotka kontra mafia                                           |         |
| John Putch | Atlas zbuntowany: Część II                                    |         |
| 2013 (34.) |                                                               |         |
| Elizabeth Banks, Steven Brill, Steve Carr, Rusty Cundieff, James Duffy, Griffin Dunne, Peter Farrelly, Patrik Forsberg, Will Graham, James Gunn, Bob Odenkirk, Brett Ratner i Jonathan van Tulleken | Movie 43                                                      |         |
| Dennis Dugan | Jeszcze większe dzieci                                        |         |
| Tyler Perry | A Madea Christmas                                             |         |
| Tyler Perry | Zakazane pragnienia                                           |         |
| M. Night Shyamalan | 1000 lat po Ziemi                                             |         |
| Gore Verbinski | Jeździec znikąd                                               |         |
| 2014 (35.) |                                                               |         |
| Michael Bay | Transformers: Wiek zagłady                                    |         |
| Darren Doane | Saving Christmas                                              |         |
| Renny Harlin | Legenda Herkulesa                                             |         |
| Jonathan Liebesman | Wojownicze żółwie ninja                                       |         |
| Seth MacFarlane | Milion sposobów, jak zginąć na Zachodzie                      |         |
| 2015 (36.) |                                                               |         |
| Josh Trank | Fantastyczna Czwórka                                          |         |
| Andy Fickman | Oficer Blart w Las Vegas                                      |         |
| Tom Six | Ludzka stonoga III                                            |         |
| Sam Taylor-Johnson | Pięćdziesiąt twarzy Greya                                     |         |
| Lana i Lilly Wachowskie | Jupiter: Intronizacja                                         |         |
| 2016 (37.) |                                                               |         |
| Dinesh d’Souza i Bruce Schooley | Hillary’s America: The Secret History of the Democratic Party |         |
| Roland Emmerich | Dzień Niepodległości: Odrodzenie                              |         |
| Tyler Perry | Uuu! Halloween Madei                                          |         |
| Alex Proyas | Bogowie Egiptu                                                |         |
| Zack Snyder | Batman v Superman: Świt sprawiedliwości                       |         |
| Ben Stiller | Zoolander 2                                                   |         |
| 2017 (38.) |                                                               |         |
| Tony Leondis | Emotki: Film                                                  |         |
| Darren Aronofsky | mother!                                                       |         |
| Michael Bay | Transformers: Ostatni rycerz                                  |         |
| James Foley | Ciemniejsza strona Greya                                      |         |
| Alex Kurtzman | Mumia                                                         |         |
| 2018 (39.) |                                                               |         |
| Etan Cohen | Holmes i Watson                                               |         |
| Kevin Connolly | Gotti                                                         |         |
| James Foley | Nowe oblicze Greya                                            |         |
| Brian Henson | Rozpruci na śmierć                                            |         |
| Michael i Peter Spierigowie | Winchester: Dom duchów                                        |         |
| 2019 (40.) |                                                               |         |
| Tom Hooper | Koty                                                          |         |
| Fred Durst | Fanatyk                                                       |         |
| James Franco | Zeroville                                                     |         |
| Adrian Grünberg | Rambo: Ostatnia krew                                          |         |
| Neil Marshall | Hellboy                                                       |         |

### 2020–2029
| Za rok (gala)                    | Reżyser                             | Za film |
| -------------------------------- | ----------------------------------- | ------- |
| 2020 (41.)                       |                                     |         |
| Sia                              | Music                               |         |
| Charles Band                     | Corona Zombies                      |         |
| Charles Band                     | Barbie & Kendra Save the Tiger King |         |
| Charles Band                     | Barbie & Kendra Storm Area 51       |         |
| Barbara Białowąs i Tomasz Mandes | 365 dni                             |         |
| Stephen Gaghan                   | Doktor Dolittle                     |         |
| Ron Howard                       | Elegia dla bidoków                  |         |
| 2021 (42.)                       |                                     |         |
| Christopher Ashley               | Diana: Musical                      |         |
| Stephen Chbosky                  | Drogi Evanie Hansenie               |         |
| Coke Daniels                     | Karen                               |         |
| Renny Harlin                     | Elita złodziei                      |         |
| Joe Wright                       | Kobieta w oknie                     |         |
| 2022 (43.)                       |                                     |         |
| Machine Gun Kelly i Mod Sun      | Miłego żalu                         |         |
| Judd Apatow                      | Bańka                               |         |
| Andrew Dominik                   | Blondynka                           |         |
| Daniel Espinosa                  | Morbius                             |         |
| Robert Zemeckis                  | Pinokio                             |         |
| 2023 (44.)                       |                                     |         |
| Rhys Frake-Waterfield            | Puchatek: Krew i miód               |         |
| David Gordon Green               | Egzorcysta: Wyznawca                |         |
| Peyton Reed                      | Ant-Man i Osa: Kwantomania          |         |
| Scott Waugh                      | Niezniszczalni 4                    |         |
| Ben Wheatley                     | Meg 2: Głębia                       |         |
| 2024 (45.)                       |                                     |         |
| Francis Ford Coppola             | Megalopolis                         |         |
| S.J. Clarkson                    | Madame Web                          |         |
| Todd Phillips                    | Joker: Folie à deux                 |         |
| Eli Roth                         | Borderlands                         |         |
| Jerry Seinfeld                   | Bez lukru                           |         |

## Rekordziści

### Najstarsi i najmłodsi
| Rekord                | Reżyser              | Film             | Wiek   |
| --------------------- | -------------------- | ---------------- | ------ |
| Najstarszy nagrodzony | Ken Annakin          | Film o piratach  | 68 lat |
| Najstarszy nominowany | Francis Ford Coppola | Megalopolis      | 85 lat |
| Najmłodszy zwycięzca  | Jennifer Lynch       | Uwięziona Helena | 25 lat |
| Najmłodszy nominowany | Jennifer Lynch       | Uwięziona Helena | 25 lat |

### Najczęściej nagradzani
2 wygrane
- Michael Bay
- John Derek
- M. Night Shyamalan

### Najczęściej nominowani
|  | 6 nominacji - Michael Bay - Renny Harlin 5 nominacji - Brian de Palma 4 nominacje - Dennis Dugan - M. Night Shyamalan 3 nominacje - John G. Avildsen - Uwe Boll - John Derek - James Foley - John Landis - Hal Needham - Tyler Perry | 2 nominacje - Steven Brill - Michael Cimino - Bob Clark - Bill Condon - Kevin Costner - Jan de Bont - Blake Edwards - Roland Emmerich - Jason Friedberg - Ron Howard - Roland Joffé - George Lucas - Prince - Aaron Seltzer - Sylvester Stallone - Oliver Stone - Lana Wachowski - Lilly Wachowski - Keenen Ivory Wayans |